# Krähenwinkel
Krähenwinkel ist ein Ortsteil der Stadt Langenhagen in der niedersächsischen Region Hannover.

## Geografie
Der Ort liegt nördlich des Hauptortes Langenhagen. In seiner Nähe liegt der Waldsee, der als Badesee genutzt wird. Am Ortsrand treffen sich die Landesstraße 190 und die Kreisstraße 361. Etwa 5 km westlich befindet sich der Flughafen Hannover. Im Norden des Orts liegt ein Naturschutzgebiet: das Kananoher Moor.

## Geschichte

### Ersterwähnung, Eingemeindungen
1612 wurde Krähenwinkel („Kreyenwinckell“) von Heinrich Clawe als Vogt erstmals in der Vorbemerkung zu einem Erbregister erwähnt.
Zur Gebietsreform in Niedersachsen wurde die ehemals selbständige Gemeinde Krähenwinkel am 1. März 1974 in die Stadt Langenhagen eingegliedert.

### Einwohnerentwicklung
| Jahr | Einwohner | Quelle |
| ---- | --------- | ------ |
| 1910 | 0306      | [ 5 ]  |
| 1925 | 0666      | [ 6 ]  |
| 1933 | 0709      | [ 6 ]  |
| 1939 | 0811      | [ 6 ]  |
| 1950 | 1274      | [ 7 ]  |
| 1956 | 1285      | [ 7 ]  |
| 1973 | 2333      | [ 1 ]  |
| 2016 | 2547      | [ 8 ]  |
| 2020 | 2647      | [ 2 ]  |

|  |

## Kirche
Einzige Kirche des Ortes ist die evangelisch-lutherische Matthias-Claudius-Kirche. Der deutsche Dichter und Journalist Matthias Claudius (1740–1815) gab der Kirche ihren Namen.

## Politik

### Ortsrat
Der Ortsrat von Krähenwinkel setzt sich aus zwei Ratsfrauen und sieben Ratsherren folgender Parteien zusammen:
- CDU: 4 Sitze
- SPD: 3 Sitze
- WAL: 1 Sitz
- Grüne: 1 Sitz

(Stand: Kommunalwahl 12. September 2021)

### Ortsbürgermeister
Der Ortsbürgermeister von Krähenwinkel ist Steffen Hunger (CDU). Seine Stellvertreterin ist Susanne Wöbbekind (SPD).

### Wappen
Der Entwurf des Kommunalwappens von Krähenwinkel stammt von dem Heraldiker und Grafiker Alfred Brecht, der sämtliche Wappen in der Region Hannover entworfen hat. Die Genehmigung des Wappens wurde am 31. Juli 1962 durch den Regierungspräsidenten in Hannover erteilt.
| Wappen von Krähenwinkel | Blasonierung: „In Gold auf erniedrigtem, grünem Sparren eine auffliegende, silbern bewehrte, schwarze Krähe.“ |
| Wappen von Krähenwinkel | Wappenbegründung: Krähenwinkel hat keine lange Geschichte und bietet auch keine relevanten Ereignisse, die für ein Wappen ausgewertet werden konnten. Der Ortsname wurde sogar von Forschern zeitweise zu den Scherznamen verwiesen, da er in alten Urkunden nicht erwähnt ist. „Krähenwinkel“ bot als zusammengesetzte Bezeichnung (siehe Raben und Krähen) für die Phantasie weiten Spielraum. Menschen haben oft Beobachtungen aus ihrer Umwelt herangezogen, wenn sie ihren Wohnsitzen Namen gaben. Aus diesen Überlegungen ist die Entscheidung des damaligen Gemeinderates für ein eigenes Ortswappen zu verstehen. |

### Städtepartnerschaften
- Stadl-Paura, Österreich

## Kultur und Sehenswürdigkeiten

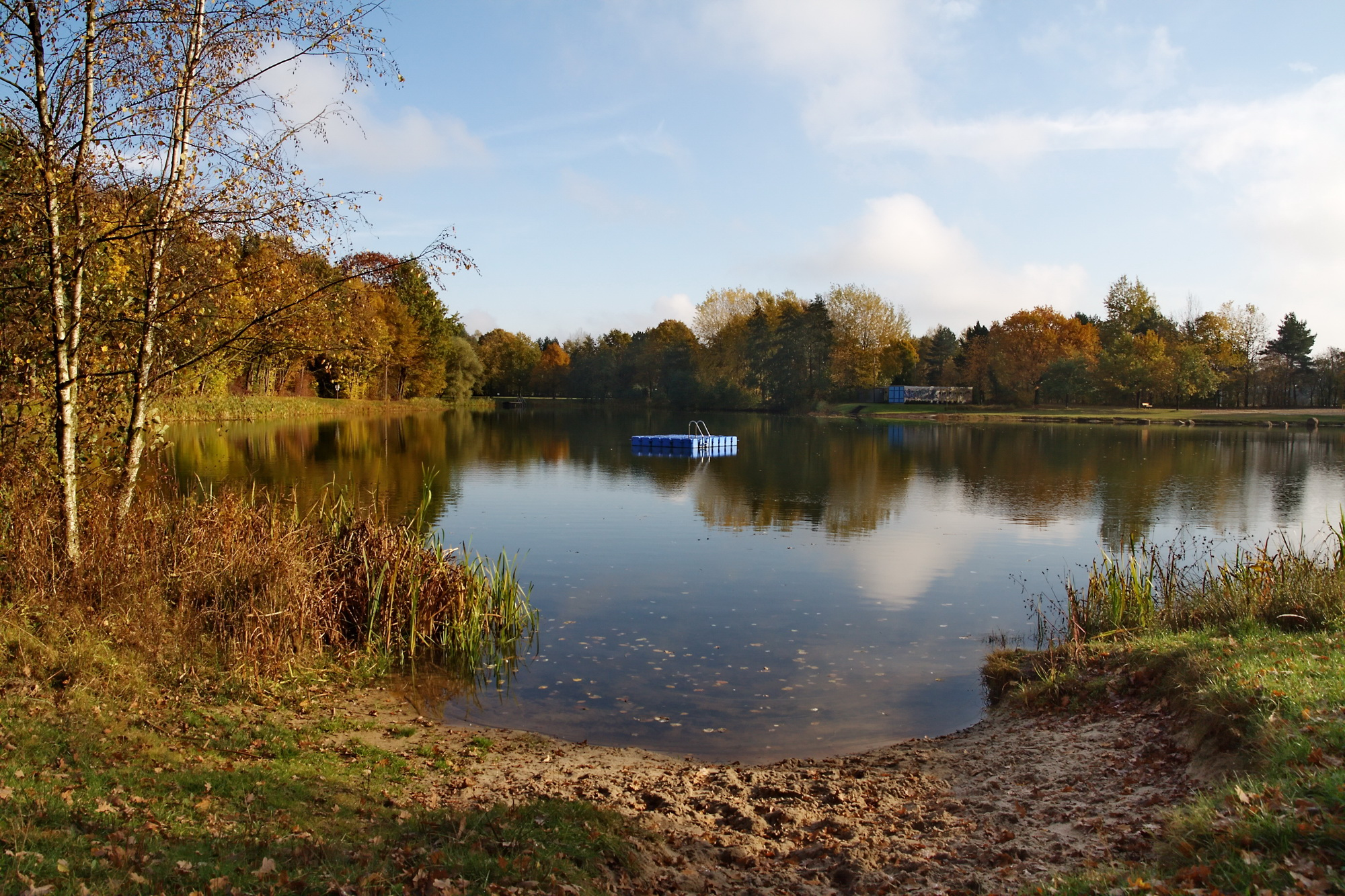
Der Waldsee im Herbst

### Vereine, regelmäßige Veranstaltungen
Zu den in Krähenwinkel ansässigen Vereinen zählen die Freiwillige Feuerwehr und der Sportverein TSV KK (Turn- und Sportverein Krähenwinkel/Kaltenweide), der den Nachbarort Kaltenweide miteinbezieht. An dem oben genannten Waldsee trifft sich regelmäßig die DLRG. Jedes Jahr wird ein Grundschüler ausgelost, um das Friedenslicht aus Stadl-Paura nach Krähenwinkel zu holen, wie es Tradition ist. Dies wird von der evangelischen Matthias-Claudius Kirche organisiert. Sie ist die einzige im Ort. Hin und wieder findet man auch Straßenfeste. Im Kananoher Moor treffen sich im Frühjahr häufig NABU-Mitglieder.

## Wirtschaft und Infrastruktur

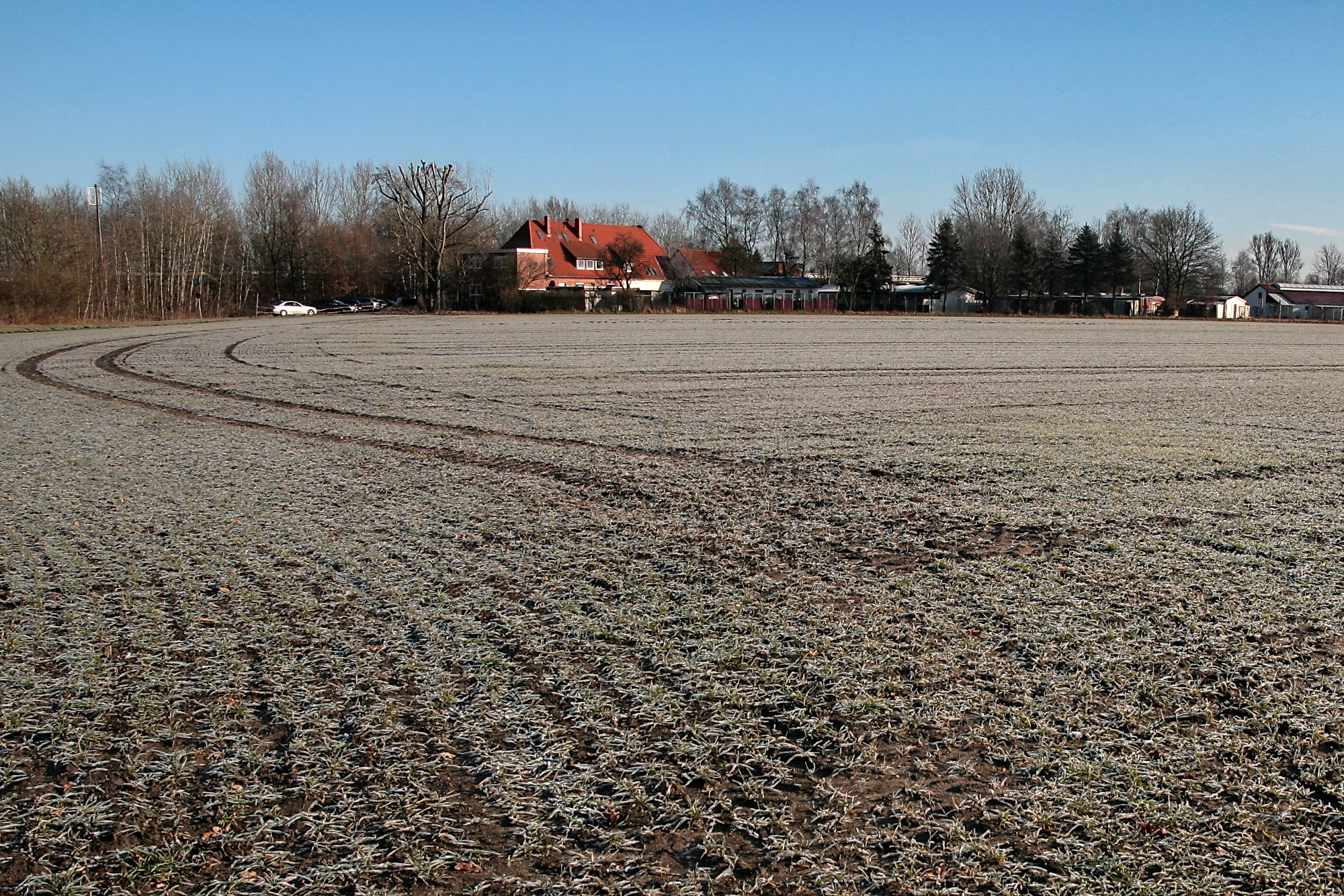
Tierheim Hannover und Umgebung

Der Kindergarten Krähenwinkel wurde vor einigen Jahren bekannt. Bill und Tom Kaulitz von Tokio Hotel waren 1993 in dessen Gruppe der Rumpelstilzchen, bis sie zurück nach Magdeburg zogen.
Im Ort gibt es eine Grundschule, eine Kindertagesstätte, ein Dorfgemeinschaftshaus und eine kleine Bibliothek. Der Ort hat mehrere Spielplätze, unter anderem auch am Waldsee.
Die Nahversorgung wird durch eine kleine Ladenzeile mit Arztpraxis und Apotheke sowie einen an der Durchgangsstraße gelegenen Supermarkt sichergestellt.
Das Tierheim für Hannover und Umgebung mit dem Sitz des Tierschutzvereins Hannover und Umgebung liegt in Krähenwinkel.
Drei Buslinien von Üstra und Regiobus Hannover verbinden Krähenwinkel mit Langenhagen und Mellendorf.
Im Westen Krähenwinkels befindet sich der Flughafen Hannover, der ein wichtiges Drehkreuz des Landes Niedersachsen ist.

## Persönlichkeiten

### Söhne und Töchter des Ortes
- Doris Elisabeth Schmalz (1916–2018),[12] selbständige Versandbuchhändlerin,[13] Ehefrau von Kurt Schmalz (siehe: Personen, die mit dem Ort in Verbindung stehen)

### Personen, die mit dem Ort in Verbindung stehen
- Kurt Schmalz (1906–1964), stellvertretender NSDAP-Gauleiter von Süd-Hannover-Braunschweig[14], er verstarb in Krähenwinkel
- Friedhelm Fischer (* 1955), Dipl.-Ing., Verkehrsingenieur, Politiker (SPD) und ehemaliger Bürgermeister der Stadt Langenhagen, er war Ortsratsmitglied in Krähenwinkel